# عبد العظيم العطواني
الشيخ عبد العظيم العطواني (7 فبراير 1946 - 20 فبراير 2016) هو منشد وقارئ القرآن مصري.

## حياته ونشأته
مواليد 7 فبراير 1946 عبد العظيم أحمد سليم، وشهرته عبد العظيم العطواني؛ نسبة إلى قرية العطواني؛ وهي إحدى قرى مركز «إدفو» بمحافظة أسوان جنوب مصر. كانت بدايته في كتاب القرية. فكانت الخطوة الأولى للشيخ عبد العظيم تعلم أحكام القرآن الكريم وحفظه كاملا مجودا، وقد لمس شيخ الكتاب إمكانات العطواني، فدفعه إلى أن تكون الغاية والوسيلة هي كتاب الله وأحكام تجويده وما استتبع ذلك من خطوات تمثلت في ترحاله للاستزادة من دراسته للقرآن حفظا وتجويد وأحكاما، وكان الشيخ البطيخي الذي تعلم على يديه الشيخ محمد صديق المنشاوي أحد أبرز معلمي الشيخ العطواني في فترة صباه. حين كان العطواني تلميذا في كتاب القرية كان من عادة شيخ الكتاب حين ينتهي من تعليم التلاميذ أن يختم لقاءه معهم بأنشودة دينية، وكانت قصيدة المديح النبوي للإمام البوصيري هي تلك الأنشودة التي يرددها التلاميذ كل مرة.. فراقت كلماتها للشيخ العطواني وهو في صباه، ولمست موسيقاها ثنايا أذنه، فحفظها عن ظهر قلب، وشجا بها بين التلاميذ دون أن يشعر، وسمعه شيخه فقال له: «لقد تملكت منك البردة وتملكت منها.. وعشقتها وعشقتك.. وامتلأ بها قلبك فخرجت من صوتك وكأنها لم تخرج من صوت أحد قبلك؛ فأنشدنا بها دائما». ومنذ ذلك التاريخ صارت البردة ملازمة للشيخ العطواني مثلما صار هو معروفا بها، وقال في ذلك الشيخ متولي الشعراوي حين سمع الشيخ العطواني يشدو بالبردة في تفرد ووجْدٍ: «كأنما وضع البوصيري البردة لينشدها العطواني»

## مسيرته

### قصيدة البردة
منشد قصيدة البردة المعروفة؛ إحدى أشهر قصائد المديح النبوي، وهي القصيدة التي بوأت لصاحبها شرف الدين البوصيري -بما حظيت به من مكانة لا تنافسها فيها سوى البردة الأم لـ كعب بن زهير - إمامة فن المدائح النبوية، وقد اقترن العطواني بها، فصار لا يعرف إلا بها ولا ينشدها إلا هو، ورغم بعده عن وسائل الإعلام وإصراره على البقاء في صعيد مصر إلا أن شهرته جابت الآفاق، وعد أشهر منشدي البردة على الإطلاق.

### محمد متولي الشعراوي
وكان من أهم من تأثر بهم الشيخ العطواني، الشيخ محمد متولي الشعراوي عام 1983 ، وكانت أشرطة الكاسيت تحمل قصيدة البردة للشيخ العطواني قد انتشرت، وكان لقاؤه بالشيخ الشعراوي بحضور الشيخ محمد عبده يماني وزير الإعلام السعودي الأسبق، وكان الشيخ يماني من المرددين في الجلسة وراء إنشاد العطواني.